# روبرت درو
روبرت درو (بالإنجليزية: Robert Drew)‏ هو مخرج أمريكي، ولد في 15 فبراير 1924 في توليدو في الولايات المتحدة، وتوفي في 30 يوليو 2014 في شارون ‏ في الولايات المتحدة.

## وصلات خارجية
- الموقع الرسمي
- روبرت درو على موقع IMDb (الإنجليزية)
- روبرت درو على موقع ألو سيني (الفرنسية)
- روبرت درو على موقع تيرنر كلاسيك موفيز (الإنجليزية)
- روبرت درو على موقع أول موفي (الإنجليزية)
- روبرت درو على موقع قاعدة بيانات الأفلام السويدية (السويدية)
- روبرت درو على موقع قاعدة بيانات الفيلم (الإنجليزية)
- روبرت درو على موقع كينوبويسك (الروسية)